# Giulietta degli spiriti
Giulietta degli spiriti is een Italiaans-Franse dramafilm uit 1965 onder regie van Federico Fellini.

## Verhaal
Giulietta onderzoekt haar eigen onderbewustzijn en de vreemde levensstijl van haar bevallige buurvrouw Suzy. Intussen moet ze het hoofd bieden aan haar overspelige echtgenoot. Naarmate ze verder doordringt tot haar verlangens en haar demonen, ontwikkelt ze een groter zelfbewustzijn en een grotere onafhankelijkheid.

## Rolverdeling
| Acteur                  | Personage            |
| ----------------------- | -------------------- |
| Giulietta Masina        | Giulietta Boldrini   |
| Sandra Milo             | Suzy / Iris / Fanny  |
| Mario Pisu              | Giorgio              |
| Valentina Cortese       | Valentina            |
| Valeska Gert            | Pijma                |
| José Luis de Vilallonga | Vriend van Giorgio   |
| Friedrich von Ledebur   | Medium               |
| Caterina Boratto        | Moeder van Giulietta |
| Lou Gilbert             | Grootvader           |
| Luisa Della Noce        | Adele                |
| Silvana Jachino         | Dolores              |
| Milena Vukotic          | Elisabetta           |
| Fred Williams           | Agent                |
| Dany París              | Wanhopige vriendin   |
| Anne Francine           | Psychoanalyticus     |

## Prijzen en nominaties
| Jaar | Prijs                    | Categorie                  | Genomineerde(n)   | Uitslag     |
| ---- | ------------------------ | -------------------------- | ----------------- | ----------- |
| 1965 | National Board of Review | Beste buitenlandse film    | Federico Fellini  | Gewonnen    |
| 1966 | Golden Globes            | Beste buitenlandse film    | Federico Fellini  | Gewonnen    |
| 1966 | David di Donatello       | Beste vrouwelijke hoofdrol | Giulietta Masina  | Gewonnen    |
| 1966 | Nastro d'Argento         | Beste vrouwelijke bijrol   | Sandra Milo       | Gewonnen    |
| 1966 | Nastro d'Argento         | Beste camerawerk (kleur)   | Gianni Di Venanzo | Gewonnen    |
| 1966 | Nastro d'Argento         | Beste productieontwerp     | Piero Gherardi    | Gewonnen    |
| 1966 | Nastro d'Argento         | Beste kostuumontwerp       | Piero Gherardi    | Gewonnen    |
| 1966 | Nastro d'Argento         | Beste regie                | Federico Fellini  | Genomineerd |
| 1966 | Nastro d'Argento         | Beste vrouwelijke hoofdrol | Giulietta Masina  | Genomineerd |
| 1967 | Oscars                   | Beste productieontwerp     | Piero Gherardi    | Genomineerd |
| 1967 | Oscars                   | Beste kostuumontwerp       | Piero Gherardi    | Genomineerd |